# 小針站
- 關於愛知縣曾經存在的名古屋鐵道小針站，請見「小針站 (愛知縣)」。
- 關於在計劃階段稱為小針站的埼玉新都市交通車站，請見「內宿站」。

小針站（日语：／ Kobari eki */?）是位於新潟縣新潟市西區小針南台，屬於東日本旅客鐵道（JR東日本）的越後線車站。

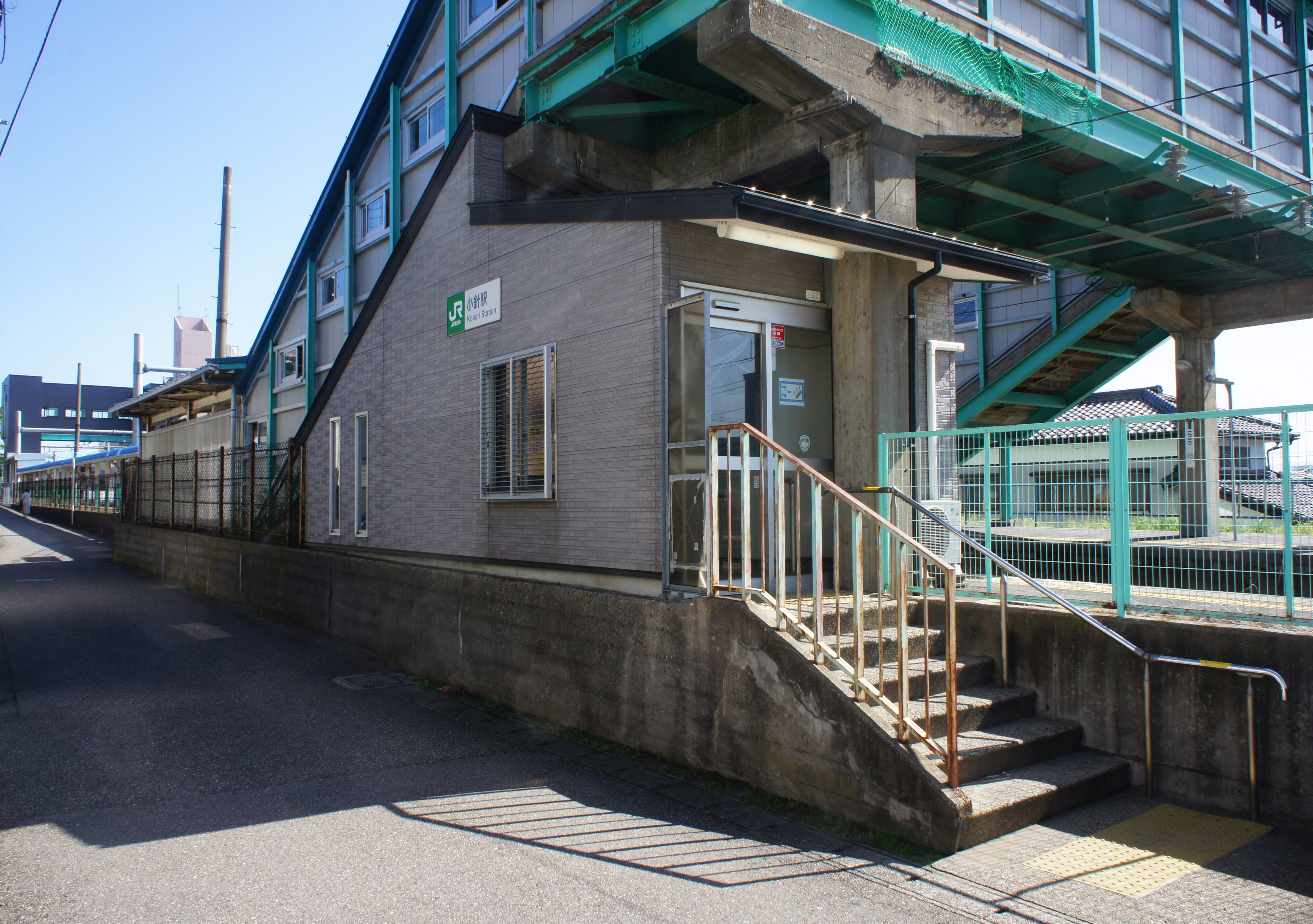
北出口（2021年9月）

## 歷史
- 1960年（昭和35年）6月1日：國鐵越後線寺尾至關屋之間新設此站（旅客車站）[1]。
- 1966年（昭和41年）：現時的車站大樓竣工[1]。
- 1987年（昭和62年）4月1日：伴隨國鐵分割民營化，車站由東日本旅客鐵道（JR東日本）營運。
- 1998年（平成10年）8月4日：發生1998年新潟暴雨（日语：平成10年8月新潟豪雨）（8.4水災），使此站至寺尾站之間部分鐵路路基沖毀。在改復期間，列車行走該區間時需要慢駛。
- 2005年（平成17年）1月13日：引入自動閘機。
- 2006年（平成18年） 1月21日：此站可使用IC卡「Suica」（新潟都市圈範圍）。
- 2017年（平成29年）：車站大樓開始加設無障礙設施（升降機），同時開始進行強化抗震工程。[2]
- 2019年（平成31年）2月2日：閘口內外的升降機與多功能廁所開始使用，無障礙工程完成[3][4][5]。

### 車站翻新工程
本站的站房在2017年進行無障礙化工程，以及抗震翻新工程。主要的工程内容如下：
- 在1、2號月台之間加設升降機專用跨線橋（設有緊急樓梯）
- 連接南邊車站大樓與站前廣場之間的樓梯進行翻新和新設升降機
- 1號月台（內野、吉田方向）加設和強化屋頂
- 南邊車站大樓進行加強抗震工程和翻新

## 車站構造

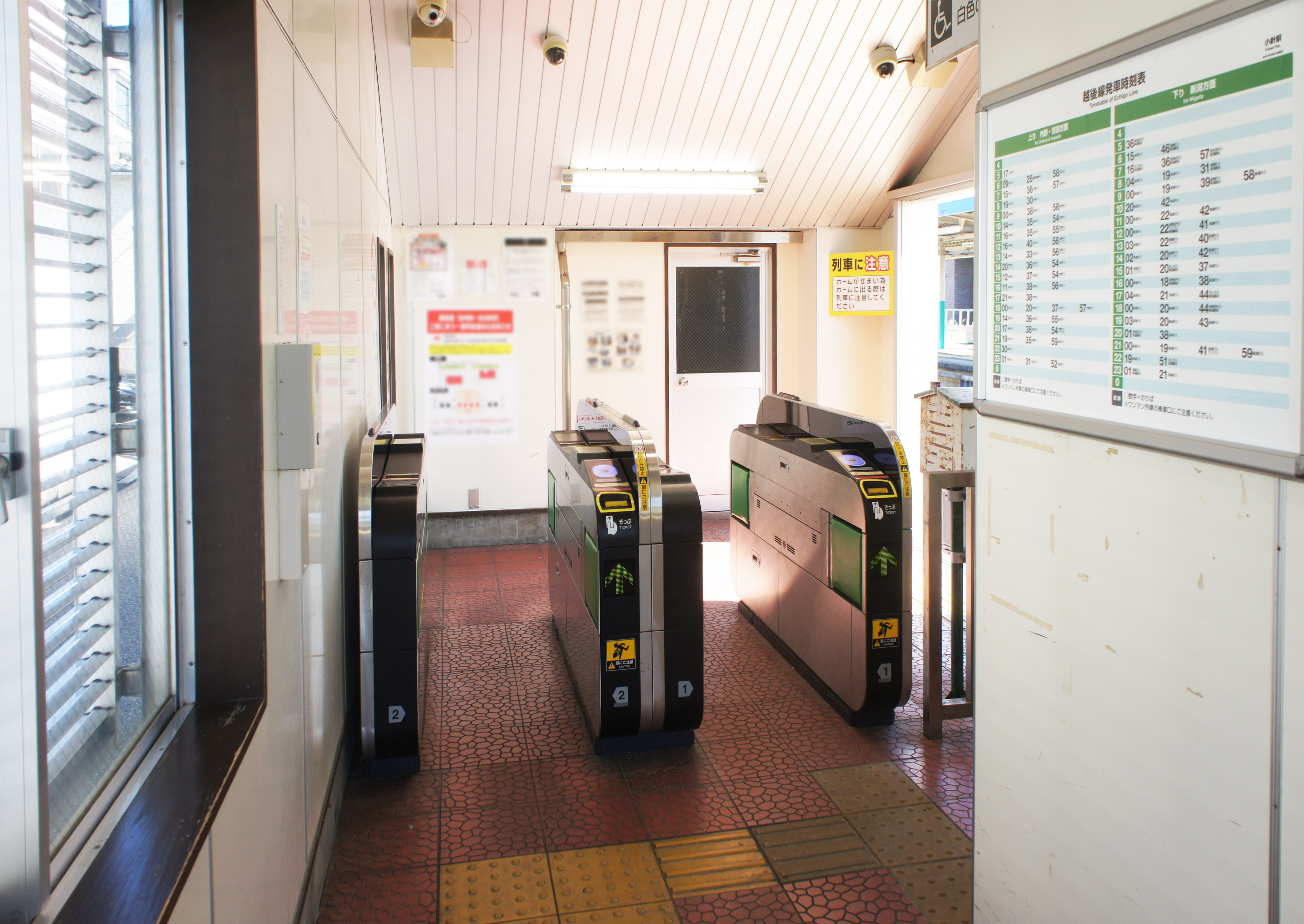
北驗票閘口（2021年9月）

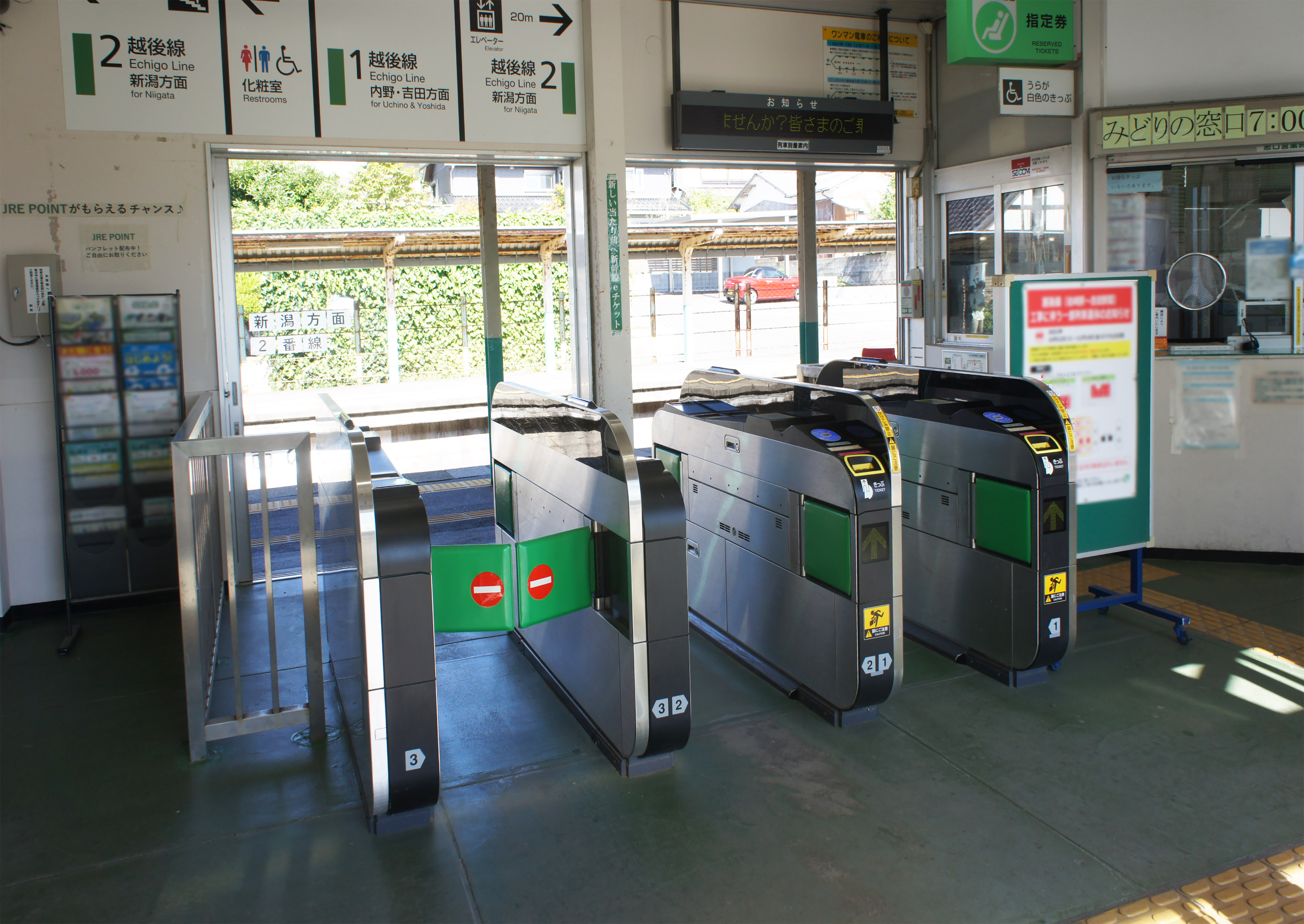
南驗票閘口（2021年5月）

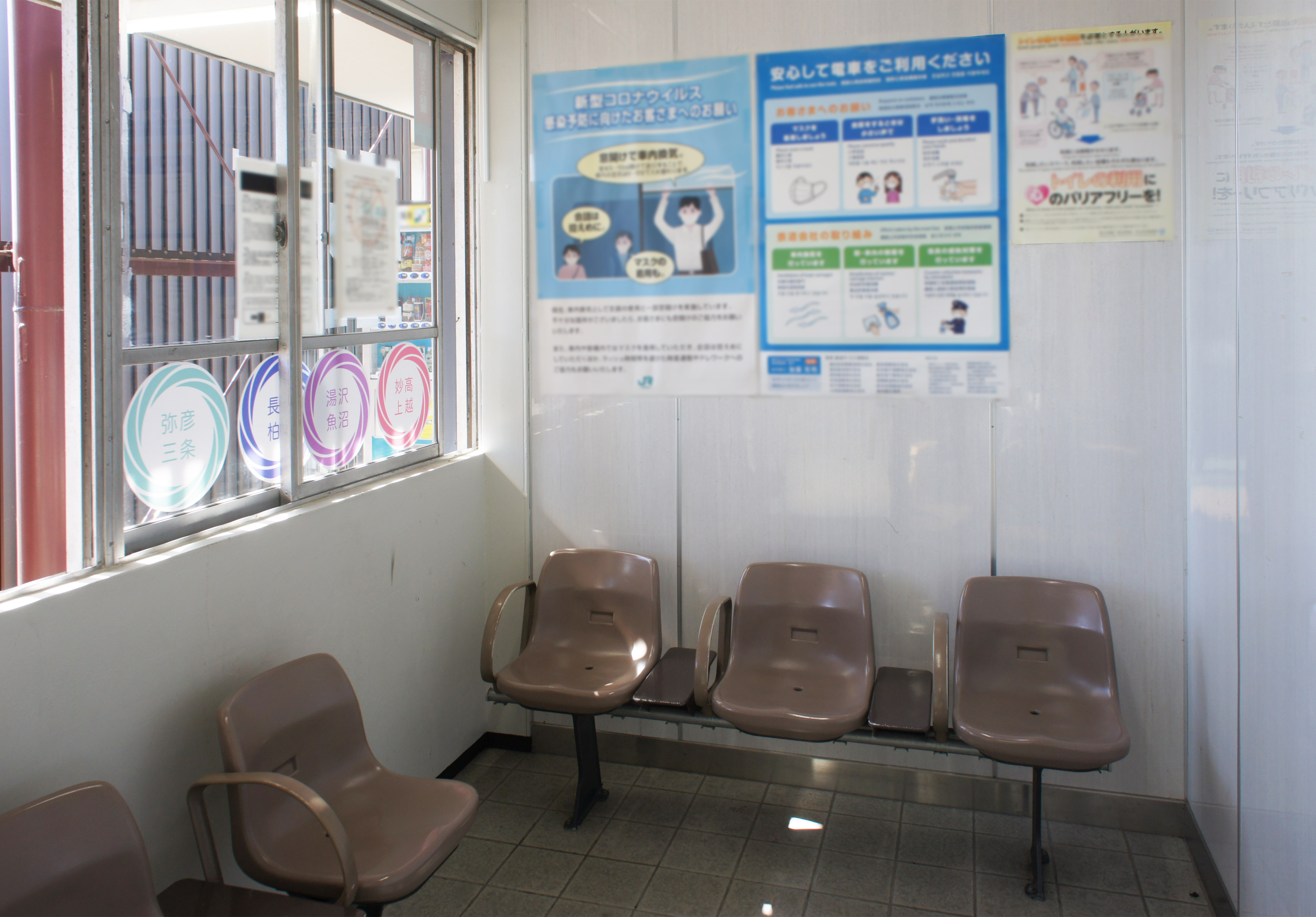
南口候車室（2021年9月）

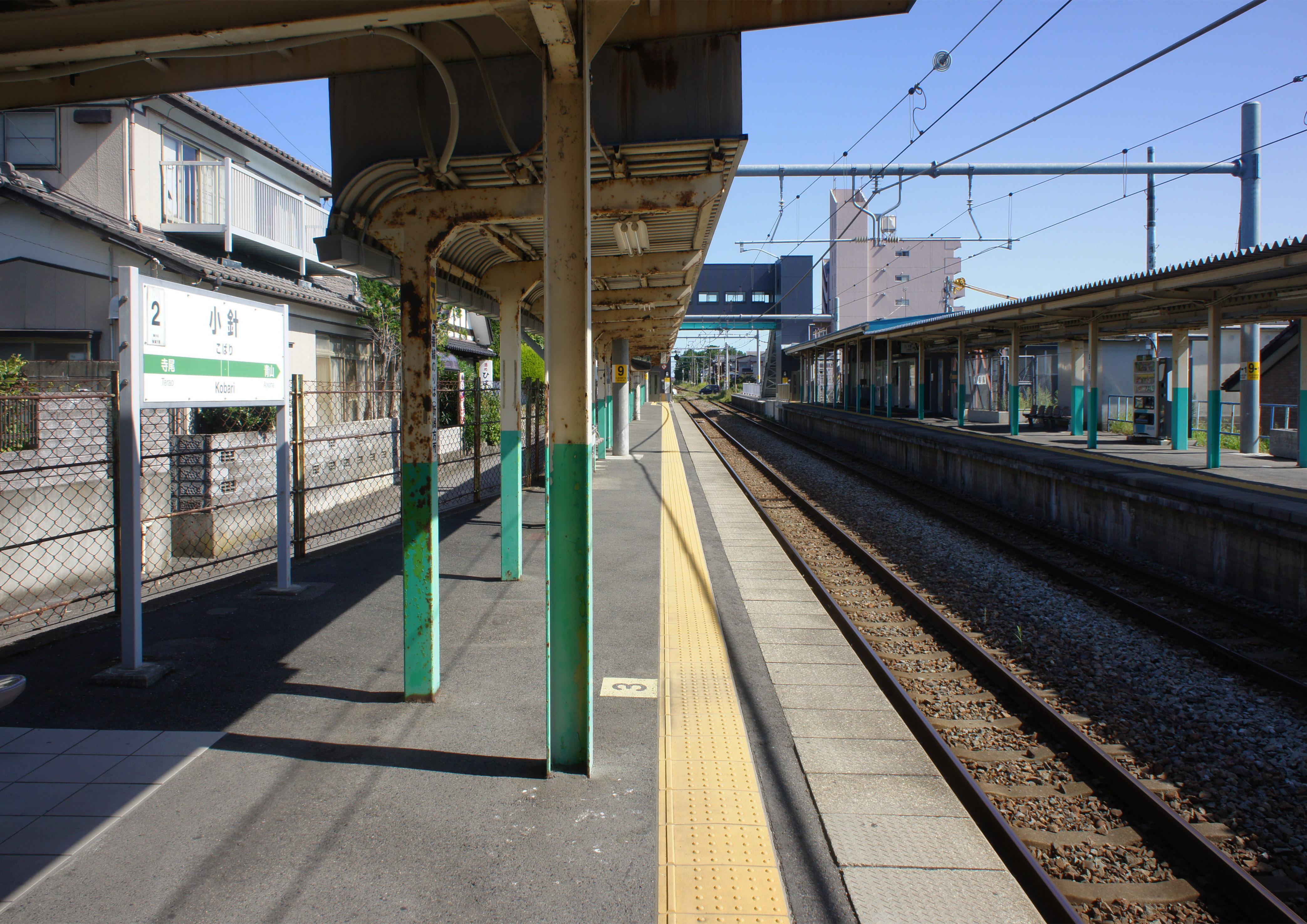
月台（2021年9月）

本站是地面車站，設有2面2線的相對式月台，各月台之間透過跨線橋連接。南邊的站房位於1號月台旁，北邊的站房則位於2號月台旁。
此站是由新潟站管理的業務委託車站，並委托JR新潟Business負責車站業務。

### 南邊
在南邊的站房中設有3座自動閘機，所有閘機均可使用Suica等IC卡。在閘口附近設有列車出發顯示屏、有人檢票口暨綠色窗口（營業時間由7:00至19:30，中間設有休息時段）、自動售票機（1台多功能售票機）、車站周邊地圖、候車室等。在閘內設有廁所和自動販賣機。站外設有站前廣場、整理場（臨時停車場）和2層高的停泊單車場。
由於南邊位於沙丘地段，因此南邊站房與站前廣場之間設有高度差，車站大樓正面設有樓梯。

### 北邊
北邊站房位於2號月台跨線橋下邊。站內部比較狹窄，並設有2座自動閘機，所有閘機均可使用Suica等IC卡。另外也設有自動售票機（1台多功能售票機）、補票機（1台）。在閘內設有列車出發顯示屏。北出口對出是住宅區前的市道，沒有站前廣場。在站房西邊設有單車停泊處。

### 月台
| 月台 | 路線    | 上下行 | 方向           |
| ---- | ------- | ------ | -------------- |
| 1    | ■越後線 | 上行   | 內野、吉田方向 |
| 2    | ■越後線 | 下行   | 新潟方向       |

參考

## 使用狀況
根據「JR東日本」的資料，在2019年度（令和元年度）1日平均乘車人次為2,520人。
以下為近年乘車人次變化列表：
| 乘車人次變化       | 乘車人次變化     | 乘車人次變化    |
| 年度               | 1日平均 乘車人次 | 參考資料        |
| ------------------ | ---------------- | --------------- |
| 2000年（平成12年） | 2,433            | [ 利用客数 2 ]  |
| 2001年（平成13年） | 2,377            | [ 利用客数 3 ]  |
| 2002年（平成14年） | 2,332            | [ 利用客数 4 ]  |
| 2003年（平成15年） | 2,340            | [ 利用客数 5 ]  |
| 2004年（平成16年） | 2,347            | [ 利用客数 6 ]  |
| 2005年（平成17年） | 2,401            | [ 利用客数 7 ]  |
| 2006年（平成18年） | 2,356            | [ 利用客数 8 ]  |
| 2007年（平成19年） | 2,393            | [ 利用客数 9 ]  |
| 2008年（平成20年） | 2,408            | [ 利用客数 10 ] |
| 2009年（平成21年） | 2,338            | [ 利用客数 11 ] |
| 2010年（平成22年） | 2,338            | [ 利用客数 12 ] |
| 2011年（平成23年） | 2,338            | [ 利用客数 13 ] |
| 2012年（平成24年） | 2,450            | [ 利用客数 14 ] |
| 2013年（平成25年） | 2,553            | [ 利用客数 15 ] |
| 2014年（平成26年） | 2,540            | [ 利用客数 16 ] |
| 2015年（平成27年） | 2,642            | [ 利用客数 17 ] |
| 2016年（平成28年） | 2,651            | [ 利用客数 18 ] |
| 2017年（平成29年） | 2,605            | [ 利用客数 19 ] |
| 2018年（平成30年） | 2,594            | [ 利用客数 20 ] |
| 2019年（令和元年） | 2,520            | [ 利用客数 1 ]  |

## 車站周邊
車站周邊為住宅區。在車站北出口處，設有市道曾和交匯信濃町線與市道小針線交匯的小針路口。在該路口處設有商店街。曾經該處被名為「小針銀座」。

### 南出口
- 新潟市青山淨水廠
  - 青山水道遊園
- JA新潟厚生連（日语：新潟県厚生農業協同組合連合会） 新潟醫療中心
- 新潟縣立新潟工業高等學校（日语：新潟県立新潟工業高等学校）
- 新潟市立小針中學（日语：新潟市立小針中学校）
- 新潟市立小針中學（日语：新潟市立小針小学校）
- 新潟縣信用組合（日语：新潟縣信用組合） 小針分店
- 米利家居中心（日语：コメリ） 小針店

### 北出口
- 國立醫院機構西新潟中央醫院（日语：国立病院機構西新潟中央病院）[1]
- 第四銀行（日语：第四銀行） 小針丘分店
- 北越銀行（日语：北越銀行） 小針分店
- 大光銀行（日语：大光銀行） 小針分店
- 鶴羽藥品 新潟小針西店
- 新潟市道曾和交匯信濃町線1號（日语：新潟市道曽和インター信濃町線）（西大通）

## 巴士路線
在此站附近設有新潟交通巴士路線和社區巴士「Q巴士」（委托新潟交通運行）路線。有關新潟交通的路線圖與時間表可參見「不同班次的時間表（新潟交通） （页面存档备份，存于）」，而Q巴士可參見「區巴士坂井輪路線（Q巴士） 時間表、路線圖（新潟市） （页面存档备份，存于）」。

### 南出口
在車站前沒有巴士站，最近的巴士站是在從南出口沿小路前往市道小針線上。在該處設有Q巴士站。
- 小針站前（Q巴士）
  - 小針線
    - 【内回】 : 經有明、上新榮町、寺尾站、流通中心　濟生會醫院
    - 【外回】 : 經小新、濟生會醫院、工業高校　前往小新大通團地

### 北出口
從北出口步行約3分鐘，於{Translink|ja|新潟市道曽和インター信濃町線|新潟市道曾和交匯信濃町線1號|西大通}}處設有巴士站。停靠的巴士路線均由新潟交通營運。
| 巴士站名稱 | 乘車處位置與方向             | 路線名稱      | 路線編號與目的地                                                                                  |
| ---------- | ---------------------------- | ------------- | ------------------------------------------------------------------------------------------------- |
| 小針十字路 | 第四銀行前（寺尾、內野方向） | ■ W2 西小針線 | W20・W23 經西小針 坂井、內野營業所 W21・W23 經西小針 新潟大學、內野營業所 W22 經西小針 信樂園醫院 |
| 小針十字路 | 北越銀行前（市中心方向）     | ■ W2 西小針線 | W20・W21・W22・W25 新潟站前 W23 美咲合同廳舍 W24 新潟站南出口                                     |

在該巴士站附近也有Q巴士的巴士站。
- 小針十字路（Q巴士）
  - 北越銀行前
    - 【内回】 : 經有明、上新榮町、寺尾站、流通中心　前往濟生會醫院

  - 小針十字路南邊、小針線
    - 【外回】 : 經小新、濟生會醫院、工業高校　前往小新大通團地

## 相鄰車站
東日本旅客鐵道（JR東日本）
■越後線
寺尾－小針－青山

## 注腳

### 使用狀況
1. 1 2  . 東日本旅客鉄道.   [2020-07-18]. （原始内容存档于2020-07-10） （日语）.
2. ↑  . 東日本旅客鉄道.   [2019-04-07]. （原始内容存档于2019-03-28） （日语）.
3. ↑  . 東日本旅客鉄道.   [2019-04-07]. （原始内容存档于2019-03-28） （日语）.
4. ↑  . 東日本旅客鉄道.   [2019-04-07]. （原始内容存档于2019-03-28） （日语）.
5. ↑  . 東日本旅客鉄道.   [2019-04-07]. （原始内容存档于2019-03-28） （日语）.
6. ↑  . 東日本旅客鉄道.   [2019-04-07]. （原始内容存档于2019-03-28） （日语）.
7. ↑  . 東日本旅客鉄道.   [2019-04-07]. （原始内容存档于2019-03-28） （日语）.
8. ↑  . 東日本旅客鉄道.   [2019-04-07]. （原始内容存档于2019-03-28） （日语）.
9. ↑  . 東日本旅客鉄道.   [2019-04-07]. （原始内容存档于2019-03-28） （日语）.
10. ↑  . 東日本旅客鉄道.   [2019-04-07]. （原始内容存档于2019-03-28） （日语）.
11. ↑  . 東日本旅客鉄道.   [2019-04-07]. （原始内容存档于2019-03-28） （日语）.
12. ↑  . 東日本旅客鉄道.   [2019-04-07]. （原始内容存档于2019-03-28） （日语）.
13. ↑  . 東日本旅客鉄道.   [2019-04-07]. （原始内容存档于2019-03-28） （日语）.
14. ↑  . 東日本旅客鉄道.   [2019-04-07]. （原始内容存档于2019-03-22） （日语）.
15. ↑  . 東日本旅客鉄道.   [2019-04-07]. （原始内容存档于2016-03-04） （日语）.
16. ↑  . 東日本旅客鉄道.   [2019-04-07]. （原始内容存档于2019-03-22） （日语）.
17. ↑  . 東日本旅客鉄道.   [2019-04-07]. （原始内容存档于2019-03-22） （日语）.
18. ↑  . 東日本旅客鉄道.   [2019-04-07]. （原始内容存档于2019-03-22） （日语）.
19. ↑  . 東日本旅客鉄道.   [2019-04-07]. （原始内容存档于2019-03-22） （日语）.
20. ↑  . 東日本旅客鉄道.   [2019-07-23]. （原始内容存档于2019-07-05） （日语）.

## 外部連結
- 車站資訊（小針）：東日本旅客鐵道（日語）